# Mia Wagner
Mia Therese Wagner (født 25. december 1977 i Viborg) er en dansk forretningskvinde. Hun var digitaliserings- og ligestillingsminister en kort periode på 14 dage i 2023.
Hun er uddannet jurist fra Københavns Universitet i 2003 og blev efterfølgende advokat og senere partner hos sin far i Wagner Advokater. Fra 2017 til 2020 var hun administrerende direktør for Freeway-koncernen. Koncernen er ejet af Wagners far Morten L. Wagner og bror Morten Wagner. Sidstnævnte grundlagde i 1998 online datingsiden dating.dk, der i dag stadig er en del af Freeway-koncernen. I 2020 grundlagde hun sammen med Anne Stampe investeringsplatformen Nordic Female Founders, som arbejder for at skabe bedre muligheder for kvindelige værksættere og investorer. Hun har dog siden afhændet al ejerskab og afsluttet samarbejdet med Anne Stampe.
Wagner blev landskendt, da hun 2019 optrådte som investor i tv-serien Løvens Hule på DR1. I 2023 var hun desuden medvært på DR1's dramadokumentar Matadorerne. I 2021 blev hun tildelt prisen Investor of the Year, Nordic Women in Tech Awards. Privat bor hun i Vedbæk nord for København og har to døtre fra et tidligere ægteskab.

## Baggrund

### Opvækst og uddannelse
Wagner blev født i 1977 og voksede op i Viborg som datter af advokaten Morten Wagner og Charlotte Wagner. Hendes far, Morten Wagner, er en tidligere profileret forsvarsadvokat, som havde en række kendte sager, bl.a. drabet på Karl Skomager, Lars Anborg-Nielsen og Pedal-Ove. Hun har tre søskende, herunder iværksætteren Morten Wagner. Mia Wagners bror Morten Wagner var folketingskandidat for Konservative i 2001 uden at blive valgt.
Hun gik på Overlund Skole i det østlige Viborg. Derefter tog hun en 2-årig HF på Viborg Amtsgymnasium. Mia Wagner drømte som barn og ung om at blive retsmediciner og begyndte at læse medicin på Odense Universitet som 18-årig, men skiftede spor og uddannede sig til jurist ved Københavns Universitet. Hun har desuden en uddannelse i konflikthåndtering.

### Erhvervskarriere
Mia Wagner begyndte som advokatfuldmægtig i sin fars advokatfirma Wagner Advokater i 2003, og i 2008 blev hun partner og direktør i virksomheden. I 2017 lukkede advokatfirmaet, og Mia Wagner blev direktør for Freeway-koncernen, som Wagner-familien samtidig overtog det fulde ejerskab af.
Hun har endvidere en række bestyrelsesposter. I 2020 startede Mia Wagner i samarbejde med Anne Stampe Olesen virksomheden Nordic Female Founders.

### Løvens Hule
Hun medvirkede fra 2018-2022 som investor i tv-programmet Løvens Hule, der sendes på DR1. Hun var i sin første sæson, der blev sendt i vinteren og foråret 2019, eneste kvindelige investor. De øvrige "løver" var Christian Stadil, Jesper Buch, Peter Warnøe og Jan Dal Lehrmann, hvoraf de to sidstnævnte var debutanter.

### Politisk karriere
Hun blev digitaliserings og ligestillingsminister den 23. november 2023, men måtte træde tilbage efter kun 2 uger af helbredsmæssige årsager den 7. december 2023.
Hun er medlem af partiet Venstre og var partiets anden minister, der har profileret sig i offentligheden via tv-programmet Løvens Hule på DR. Den første var erhvervsmanden Tommy Ahlers.